# Morten Hjulmand
Morten Blom Due Hjulmand (Kastrup, 1999. június 25. –) dán válogatott labdarúgó, a Sporting játékosa.

## Pályafutása

### Klubcsapatokban
2018. május 13-án jelentette be a København, hogy az U19-es csapatból az osztrák Admira Wacker klubjába igazolt. Július 20-án mutatkozott be a kupában a Neusiedl am See csapata ellen. 2021. január 16-án négyéves szerződést írt alá az akkori másodosztályú olasz Leccével. 2023. augusztus 13-án a portugál Sporting ötéves szerződést kötött vele és 18 millió euróst fizetett érte. 21 millió euróra is nőhet a díj bizonyos feltételek teljesülése esetén. Kivásárlási árát 80 millió euróban állapították meg. Augusztus 18-án mutatkozott be a bajnokságban a Casa Pia ellen Marcus Edwards cseréjeként a 75. percben. Szeptember 17-én megszerezte első gólját a Moreirense ellen 3–1-re megnyert bajnoki találkozón.

### A válogatottban
Többszörös dán korosztályos válogatott labdarúgó, a 2021-es U21-es labdarúgó-Európa-bajnokságon tagja volt a válogatottnak. 2023 . szeptember 7-én mutatkozott be a felnőtt válogatottban San Marino ellen csereként. 2024. május 30-án bekerült a 2024-es labdarúgó-Európa-bajnokságra készülő válogatott 26 fős keretébe. Június 20-án a tornán Anglia ellen szerezte meg első gólját az 1–1-re végződő csoportkör mérkőzésen.

## Sikerei, díjai

### Klub
- US Lecce
  - Olasz másodosztály bajnok: 2021–22

- Sporting
  - Portugál bajnok: 2023–24

### Egyéni
- Portugál bajnokság – A szezon csapatának tagja: 2023–24